# Fun Lovin' Criminals
Fun Lovin' Criminals (conocido también como FLC), es una agrupación musical estadounidense de Hip hop y rock alternativo. Su estilo musical es igualmente ecléctico, haciendo versiones de variados estilos musicales como blues, funk, hip hop, jazz y rock.
Sus músicas tratan sobre distintos temas de la vida, entre ellos la vida en Nueva York y en general la vida urbana, crimen organizado, uso recreativo de drogas, violencia, pobreza y política.
FLC ganó popularidad, sobre todo en Europa a finales de los 90 luego del lanzamiento de sus dos primeros discos. Entre sus temas más conocidos están Scooby Snacks y la versión de I'm Not in Love del grupo británico 10cc.

## Discografía

### Álbumes de estudio
| Año  | Álbum | Posición    | Posición       |
| Año  | Álbum | Reino Unido | Estados Unidos |
| ---- | --- | ----------- | -------------- |
| 1996 | Come Find Yourself - Lanzamiento: 20 de febrero de 1996 - Discográfica: Capitol Records/Chrysalis/EMI/Silver Spotlight Records | 7           | 144            |
| 1998 | 100% Colombian - Lanzamiento: 31 de agosto de 1998 - Discográfica: Capitol Records/Chrysalis/EMI                               | 3           | –              |
| 2001 | Loco - Lanzamiento: 6 de marzo de 2001 - Discográfica: EMI                                                                     | 5           | –              |
| 2003 | Welcome to Poppy's - Lanzamiento: 9 de septiembre de 2003 - Discográfica: Sanctuary Records                                    | 20          | –              |
| 2005 | Livin' in the City - Lanzamiento: 16 de agosto de 2005 - Discográfica: Sanctuary Records                                       | 57          | –              |
| 2010 | Classic Fantastic - Lanzamiento: 1 de marzo de 2010 - Discográfica: Kilohertz                                                  | 112         | –              |

### Álbumes compilatorios
| Año  | Álbum | Posición    |
| Año  | Álbum | Reino Unido |
| ---- | --- | ----------- |
| 1999 | Mimosa - Lanzamiento: 7 de diciembre de 1999 - Discográfica: Capitol Records/Chrysalis/EMI - Notas Colección de material nuevo y b-sides. | 37          |
| 2002 | Bag of Hits - Lanzamiento: 9 de julio de 2002 - Nota: Las primeras ediciones incluyeron un segundo disco con remixes.                     | 11          |
| 2003 | Scooby Snacks: The Collection - Lanzamiento: 8 de julio de 2003                                                                           | –           |
| 2004 | A's, B's and Rarities - Lanzamiento: 2 de marzo de 2004 - Nota: set de 3 CD.                                                              | –           |

### EP
| Año  | Título                                                                                         |
| ---- | ---------------------------------------------------------------------------------------------- |
| 1995 | Fun Lovin' Criminals - Lanzamiento: noviembre de 1995 - Discográfica: Silver Spotlight Records |

### Sencillos
| Año  | Título                              | Álbum                       | Posición | Posición | Posición |
| Año  | Título                              | Álbum                       | UK       | Irlanda  | USA Alt. |
| ---- | ----------------------------------- | --------------------------- | -------- | -------- | -------- |
| 1996 | "The Grave And The Constant"        | Come Find Yourself          | 72       | –        | –        |
| 1996 | "Scooby Snacks"                     | Come Find Yourself          | 22       | –        | 14       |
| 1996 | "The Fun Lovin' Criminal"           | Come Find Yourself          | 26       | –        | –        |
| 1997 | "King Of New York"                  | Come Find Yourself          | 28       | –        | –        |
| 1997 | "I'm not in love" / "Scooby Snacks" | Mimosa / Come Find Yourself | 12       | 27       | –        |
| 1998 | "Love Unlimited"                    | 100% Colombian              | 18       | –        | –        |
| 1998 | "Big Night Out"                     | 100% Colombian              | 29       | –        | –        |
| 1999 | "Korean Bodega"                     | 100% Colombian              | 15       | –        | –        |
| 2001 | "Loco"                              | Loco                        | 5        | 22       | –        |
| 2001 | "Bump" / "Run Daddy Run"            | Loco                        | 50       | –        | –        |
| 2003 | "Too Hot"                           | Welcome to Poppy's          | 61       | –        | –        |
| 2003 | "Beautiful"                         | Welcome to Poppy's          | 132      | –        | –        |
| 2005 | "Mi Corazón"                        | Livin' in the City          | 182      | –        | –        |
| 2010 | "Classic Fantastic"                 | Classic Fantastic           | –        | –        | –        |
| 2010 | "Mister Sun"                        | Classic Fantastic           | –        | –        | –        |